# Lispocephala fuscitibia
Lispocephala fuscitibia är en tvåvingeart som beskrevs av Ringdahl 1944. Lispocephala fuscitibia ingår i släktet Lispocephala, och familjen husflugor. Arten är reproducerande i Sverige.